# Municipio de Dement
El municipio de Dement (en inglés: Dement Township) es un municipio ubicado en el condado de Ogle en el estado estadounidense de Illinois. En el año 2010 tenía una población de 989 habitantes y una densidad poblacional de 10,91 personas por km².

## Geografía
El municipio de Dement se encuentra ubicado en las coordenadas 41°55′58″N 88°59′50″O / 41.93278, -88.99722. Según la Oficina del Censo de los Estados Unidos, el municipio tiene una superficie total de 90.65 km², de la cual 90,52 km² corresponden a tierra firme y (0,14 %) 0,13 km² es agua.

## Demografía
Según el censo de 2010, había 989 personas residiendo en el municipio de Dement. La densidad de población era de 10,91 hab./km². De los 989 habitantes, el municipio de Dement estaba compuesto por el 92,52 % blancos, el 2,22 % eran afroamericanos, el 0,81 % eran asiáticos, el 3,54 % eran de otras razas y el 0,91 % eran de una mezcla de razas. Del total de la población el 6,07 % eran hispanos o latinos de cualquier raza.